# Kelan Martin
Kelan Dewayne Martin (Louisville, 3 agosto 1995) è un cestista statunitense.